# Sicalis luteola
Sicalis luteola là một loài chim trong họ Thraupidae.